# مداخله ترکیه در جنگ داخلی سوریه
مداخله ترکیه در جنگ داخلی سوریه ابتدا به صورت دیپلماتیک آغاز و بعداً به صورت نظامی تشدید شد. در ابتدا ترکیه، دولت سوریه را در آغاز ناآرامی‌های داخلی سوریه در بهار ۲۰۱۱ محکوم کرد. دخالت دولت ترکیه به تدریج تبدیل به کمک نظامی به ارتش آزاد سوریه در ژوئیه ۲۰۱۱ و درگیری‌های مرزی در سال ۲۰۱۲ شد و با مداخلات نظامی مستقیم در ۲۰۱۶ و ۲۰۱۷، ۲۰۱۸، ۲۰۱۹، ۲۰۲۰، ۲۰۲۲ ادامه یافت. این عملیات‌های نظامی از اوت ۲۰۱۶ به اشغال شمال سوریه توسط ترکیه انجامید.

## اوایل
ترکیه پس از یک دهه روابط نسبتاً دوستانه با سوریه، بشار اسد، رئیس‌جمهور سوریه را به دلیل سرکوب خشونت‌آمیز اعتراضات در سال ۲۰۱۱ محکوم کرد و در اواخر همان سال به تعدادی از کشورهای دیگر که خواستار استعفای او بودند پیوست. از ابتدای جنگ، ترکیه سربازان فراری از ارتش سوریه را تحت نظارت سازمان اطلاعات ملی ترکیه (MİT) در خاک خود آموزش می‌داد که در ژوئیه ۲۰۱۱ از میان آن‌ها، ارتش آزاد سوریه (FSA) شکل گرفت. در ماه مه ۲۰۱۲، سازمان اطلاعات ملی ترکیه (MİT) تسلیح و آموزش FSA را آغاز کرد و پایگاهی برای عملیات در اختیار آنها قرار داد. تنش بین سوریه و ترکیه پس از سرنگونی یک جنگنده ترکیه توسط نیروهای سوری در ژوئن ۲۰۱۲ و درگیری‌های مرزی در اکتبر ۲۰۱۲ به‌طور قابل توجهی شدت گرفت. در ۲۴ اوت ۲۰۱۶، نیروهای مسلح ترکیه با اعلام عملیات سپر فرات، مداخله نظامی مستقیم در سوریه را آغاز کردند که عمدتاً داعش را هدف قرار می‌داد.
ترکیه به شدت از مخالفان سوری حمایت کرده‌است. فعالان مخالف سوری در ماه می ۲۰۱۱ در استانبول گرد هم آمدند تا در مورد تغییر رژیم گفتگو کنند، و همچنین ترکیه میزبان سرهنگ ریاض الاسعد، رئیس ارتش آزاد سوریه بود. ترکیه به‌طور فزاینده‌ای با سیاست‌های دولت اسد دشمنی می‌کرد و گروه‌های مخالف را به آشتی ترغیب می‌کرد. رجب طیب اردوغان، رئیس‌جمهور ترکیه اعلام کرد که قصد دارد «با هر دولتی که جای اسد را بگیرد، روابط مطلوب ایجاد کند.» در سال ۲۰۱۷، ترکیه تأسیس ارتش ملی سوریه از دولت انتقالی سوریه را تسهیل کرد و تأمین مالی آن را به عهده داشت.
مطالعه‌ای توسط متروپول در سپتامبر ۲۰۱۹ نشان داد که ۶۸ درصد از ترک‌ها با سیاست‌های کنونی کشورشان در سوریه مخالف هستند.این نظرسنجی همچنین نشان داد که ۴۷/۵ درصد از ترک‌ها ارتش آزاد سوریه را «دشمن» می‌دانند. از هر چهار ترک سه نفر گفتند که پناهندگان سوری باید به سوریه بازگردند «حتی اگر جنگ ادامه یابد». بر اساس تحقیقات دیگری که توسط متروپول انجام شده، میزان حمایت از حمله ترکیه در سال ۲۰۱۹ به شمال شرق سوریه ۷۹ درصد بوده‌است در حالی که عملیات نظامی ترکیه در عفرین از حمایت ۷۱ درصدی برخوردار بوده‌است.

## ترکیه و نیروهای ضد دولتی در سوریه

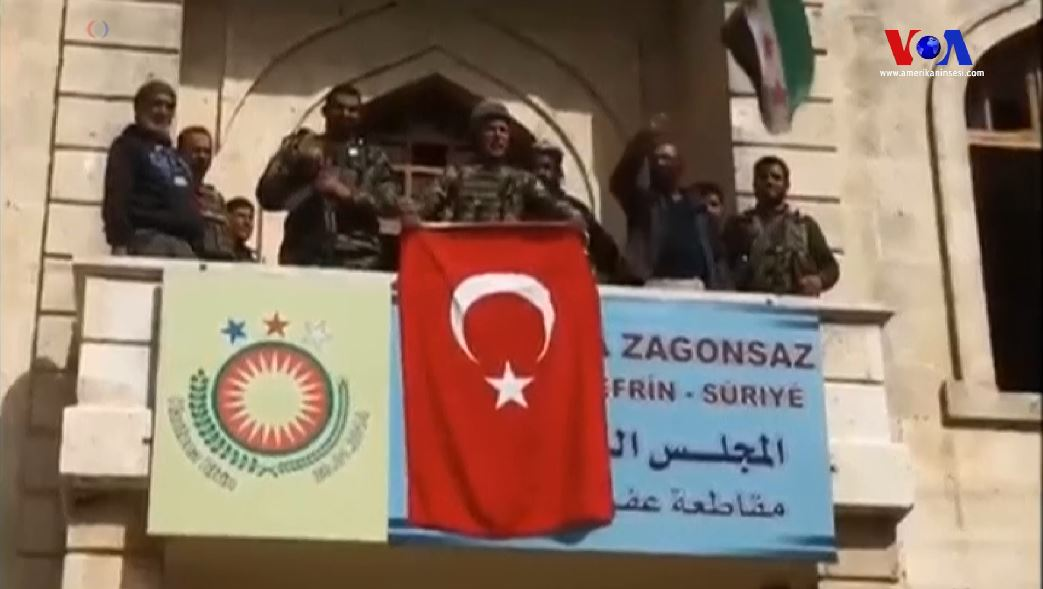
سربازان ترکیه و جنگجویان TFSA در ساختمانی در عفرین که مرکز دولت منطقه تحت رهبری PYD بود، ۱۸ مارس ۲۰۱۸

از سال ۱۹۹۹، زمانی که حافظ اسد، پدر بشار اسد، رهبر کرد عبدالله اوجالان را اخراج کرد، روابط بین سوریه و ترکیه گرم شد. امتناع پارلمان ترکیه از همکاری نظامی با تهاجم به عراق در سال ۲۰۰۳ نقطه عطفی در روابط دوجانبه سوریه و ترکیه بود زیرا تصور سوریه از ترکیه به عنوان یک قدرت مستقل تغییر کرد. عادی سازی روابط در اواخر سال ۲۰۰۴، زمانی که رجب طیب اردوغان، نخست‌وزیر ترکیه برای امضای توافقنامه تجارت آزاد به دمشق پرواز کرد، آغاز شد.
در آغاز جنگ داخلی سوریه، ترکیه سربازان فراری ارتش سوریه را در خاک خود آموزش داد و در ژوئیه ۲۰۱۱، گروهی از آن‌ها تشکیل ارتش آزاد سوریه را تحت نظارت سازمان اطلاعات ترکیه اعلام کردند. در اکتبر ۲۰۱۱، ترکیه پناه دادن به ارتش آزاد سوریه را آغاز کرد و به این گروه منطقه امن و پایگاهی برای عملیات پیشنهاد داد. ترکیه به همراه عربستان سعودی و قطر تسلیحات و سایر تجهیزات نظامی در اختیار شورشیان قرار داده‌است.
در ۲۲ ژوئن ۲۰۱۲، یک جت شناسایی مک‌دانل داگلاس اف-۴ فانتوم ۲ ترکیه توسط ارتش سوریه در حریم هوایی بین‌المللی رهگیری و سرنگون شد و تنش‌ها بین دو کشور را به شدت تشدید کرد.